# Kamila Benschop
Kamila Julia Benschop (geb. Blumski; * 10. März 1986 in Olsztyn, Polen) ist eine deutsche Dolmetscherin, Sportjournalistin und Moderatorin.

## Leben
Kamila Blumski wuchs in Krefeld auf und machte ihr Abitur am dortigen Gymnasium am Stadtpark. Danach studierte sie an der Fontys in Venlo.
Als Jugendliche war sie aktive Leistungssportlerin in der Leichtathletik und nahm an zahlreichen Wettkämpfen für den SC Bayer 05 Uerdingen teil. Verletzungsbedingt beendete sie ihre Leichtathletikkarriere jedoch 2003 und gründete im Jahr 2005 zusammen mit der späteren Nationaltrainerin Oxana Prokoptschuk einen Cheerleader-Verein, den sie selbst lange trainierte, als Abteilungsleiterin führte und ab 2010 auch zu internationalen Wettbewerben wie den Cheerleading-Weltmeisterschaften in Orlando (Florida) begleitete. In diesem Jahr nahmen die beiden Vereinsgründerinnen auch selbst für Deutschland an den Weltmeisterschaften teil. Der Verein gehört dem Sportclub SC Bayer 05 Uerdingen an, wurde Deutscher Meister und zählt zu den größten Cheerleadervereinen Deutschlands.
Im Rahmen ihres Studiums absolvierte Blumski ein Praktikum bei Fortuna Düsseldorf und arbeitete im Anschluss sechs Jahre lang bis 2015 als Dolmetscherin, Integrationsbeauftragte und Sprachlehrerin für ausländische Fußballprofis bei Fortuna Düsseldorf, Bayer 04 Leverkusen und Borussia Mönchengladbach. Sie schrieb zudem für die Sportredaktion der Rheinischen Post in Krefeld. Ihre Moderatorenausbildung machte Blumski ab 2014 in der Moderatorenschule von Kathy Weber in Berlin.
Kamila Benschop ist mit dem Fußballprofi Charlison Benschop verheiratet, den sie während seiner Zeit bei Fortuna in Düsseldorf (2013–2015) kennen lernte. Das Paar hat zwei gemeinsame Kinder.
Seit Februar 2019 ist sie als Sportmoderatorin für den TV-Sender Magenta Sport tätig und tritt bei Spielübertragungen und Events in Erscheinung. Sie kommentiert die von Magenta-TV übertragenen Begegnungen der 3. Fußball-Liga. Im September 2020 nahm sie auch ihre Tätigkeit als Integrationsbeauftragte bei Fortuna Düsseldorf wieder auf. Bei der Fußball-Europameisterschaft 2024, deren 51 Spiele alle von Magenta übertragen werden, gehört sie zu dem von Johannes B. Kerner geleiteten Team aus 36 Sportreporterinnen und -reportern für die Live-Berichterstattung über das Event. Mit Stefanie Blochwitz hat sie dabei die Aufgabe, durch Deutschland zu reisen und die EM-Stimmung unter den Fans einzufangen.
Benschop spricht neben Englisch und ihren Muttersprachen Deutsch und Polnisch auch fließend Spanisch sowie sehr gut Niederländisch, Französisch und Portugiesisch.